# Immacolata Concezione di Maria a Grottarossa (titre cardinalice)
Le titre cardinalice de Immacolata Concezione di Maria a Grottarossa (Immaculée Conception de Marie à Grottarossa) est érigé par le pape Jean-Paul II le 25 mai 1985.
Il est rattaché à l'église Santa Maria Immacolata a Grottarossa (it) qui se trouve dans la zone Grottarossa au nord de Rome.

## Titulaires
- Henryk Roman Gulbinowicz (1985-2020)
- Wilton Gregory (2020-...)